# الجيش الرابع (رومانيا)
الجيش الرابع (بالرومانية: Armata a 4-a Română) هو جيش ميداني تابع للقوات البرية الرومانية، تأسس في 14 أغسطس 1916 وشارك في معارك الحرب العالمية الأولى وتحديدًا خلال حملة رومانيا، ثم معارك الجبهة الشرقية أثناء الحرب العالمية الثانية أولًا تحت القيادة الألمانية كجزء من مجموعة الجيوش ب، بعدها تحوّل للمشاركة ضمن صفوف الجبهة الأوكرانية الأولى السوڤيتية بعدما قام الجيش الأحمر بتحرير رومانيا عام 1944.
في عام 2000 تحوّل الجيش الرابع إلى الفيلق الإقليمي الرابع، ثم إلى الفرقة الرابعة مشاة عام 2008.